# 稲永公園
稲永公園（いなえこうえん）は愛知県名古屋市港区野跡にある都市公園。面積は31.36ヘクタール。

## 概要
1943年（昭和18年）4月1日に開園（都市公園法による設置は1992年（平成4年）4月1日）。稲永スポーツセンターや名古屋市港サッカー場などに加えて、野球場：6面、テニスコート：16面などを備え、運動公園として位置付けられている。また、公園自体が藤前干潟鳥獣保護区庄内川河口干潟（藤前干潟自体は新川河口側）に面しており、園内には名古屋市野鳥観察館や環境省の稲永ビジターセンターが設置されている。
また、名古屋市の広域防災拠点および広域避難場所に指定されており、災害対応型モデル公園として各種防災設備を備えている。

## 交通アクセス
公共交通機関
- 名古屋臨海高速鉄道あおなみ線 野跡駅下車、徒歩で約5分。
- 名古屋市営バス：「野跡駅」バス停下車、徒歩で約5分。

自動車
駐車場330台（無料）分を用意。
- 国道23号（名四国道）：十一屋交差点から南進、金城ふ頭方面を進む。